# Bulbophyllum savaiense
Bulbophyllum savaiense är en orkidéart som beskrevs av Rudolf Schlechter. Bulbophyllum savaiense ingår i släktet Bulbophyllum och familjen orkidéer.

## Underarter
Arten delas in i följande underarter:
- B. s. gorumense
- B. s. savaiense
- B. s. subcubicum